# Ittiri
Ittiri (en sardo Ittiri) es una localidad italiana de la provincia de Sassari, región de Cerdeña,  con 8.046 habitantes.

## Evolución demográfica
| Gráfica de evolución demográfica de Ittiri entre 1861 y 2001 |
|                                                              |
| Fuente ISTAT - elaboración gráfica de Wikipedia              |